# Эмпилс
«Э́мпилс» — российская компания по производству декоративных лакокрасочных покрытий и оксида цинка. Офис и производственные мощности расположены в Ростове-на-Дону.
Основана в 1992 году. По собственным данным к 2007 году заняла 9 % российского рынка декоративных покрытий. Со второй половины 2000-х годов из-за сильной конкуренции с иностранными производителями освоен выпуск продукции в сверхдешёвом сегменте (краски со стоимостью до 60 руб. за кг).
Владельцы (2009): Дмитрий Удрас (19,9 %), Константин Бабкин (18,9 %), Юрий Рязанов (18,9 %), Вадим Долгов (15,32 %).
В 2009 году объём продаж составил около 60 тыс. тонн лакокрасочных материалов и 8,5 тыс. тонн оксида цинка.